# Col de Bastanet
Le col de Bastanet est un col de montagne pédestre des Pyrénées à 2 509 mètres d'altitude dans le département français des Hautes-Pyrénées, en Occitanie.
Il relie la vallée de Campan et la vallée d'Aure.

## Géographie
Le col de Bastanet est situé entre le pic de Bastan (2 715 m) à l’ouest et le pic de Portarras (2 697 m) à l’est. Il surplombe au nord le lac de la Hourquette (2 405 m) et au sud les lacs de Bastanet : supérieur et inférieur.

## Protection environnementale
Le col fait partie d'une zone naturelle protégée, classée ZNIEFF de type 1 et de type 2.

## Voies d'accès

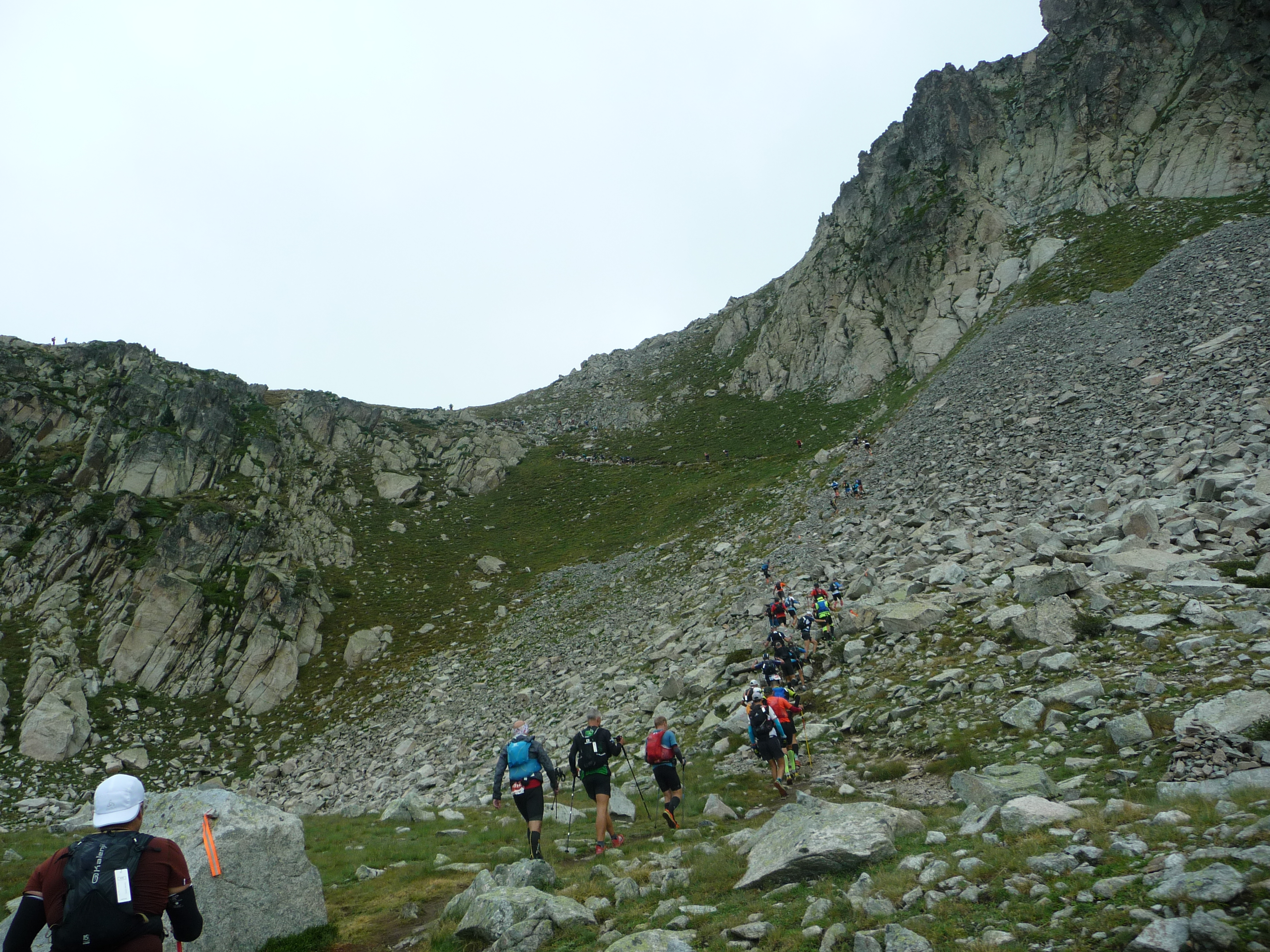
Le col de Bastanet grimpé lors du Grand Raid des Pyrénées 2022.

Le versant nord est accessible par une variante du sentier de grande randonnée GR 10, GR10C. Depuis le lac de Gréziolles suivre vers le lac du Campana (2 225 m) et le refuge du Campana de Cloutou et passer le lac de la Hourquette. Le versant sud est accessible par la variante du GR 10 au niveau du lac de l'Oule en direction des lacs de Bastan (Inférieur, du Milieu, Supérieur).